# Jon Lane
Jon Philip Lane (17 agosto 1949) è un ex danzatore su ghiaccio britannico. Pattinando con tre Janet Sawbridge ha vinto una medaglia di bronzo (1968) ai Campionati mondiali di pattinaggio di figura e una medaglia d'argento (1969) e una di bronzo (1968) ai Campionati europei di pattinaggio di figura.

## Palmarès

### Con Janet Sawbridge
| Internazionali        | Internazionali | Internazionali | Internazionali | Internazionali | Internazionali | Internazionali |
| Evento                | 1966           | 1967           | 1968           | 1969           | 1970           | 1971           |
| --------------------- | -------------- | -------------- | -------------- | -------------- | -------------- | -------------- |
| Campionati mondiali   | 6°             | 4°             | 3°             | 4°             | 7°             | 6°             |
| Campionati europei    | 6°             | 4°             | 3°             | 2°             |                |                |
| Nazionali             |                |                |                |                |                |                |
| Campionati britannici | 3°             | 3°             | 3°             | 2°             |                |                |